# 小口貪食脂鯉屬
小口貪食脂鯉屬為輻鰭魚綱脂鯉目琴脂鯉亞目複齒脂鯉科的其中一属。

## 下属物种
- 剛果小口貪食脂鯉(Microstomatichthyoborus bashforddeani)
- 卡坦小口貪食脂鯉(Microstomatichthyoborus katangae)

## 扩展阅读
維基物種上的相關：小口貪食脂鯉屬